# Damernas 500 meter i hastighetsåkning på skridskor vid olympiska vinterspelen 1960
Damernas 500 meter i hastighetsåkning på skridskor vid olympiska vinterspelen 1960. Detta var första gången skridskoåkning för damer stod på det olympiska programmet. Tävlingen hölls på Squaw Valley Olympic Skating Rink och för första gången på konstis. Tävlingen blev avhållen den 20 februari 1960. 
Tjugotre deltagare från tio nationer deltog.

## Medaljörer
| Guld                               | Silver                          | Brons               |
| Helga Haase Tysklands förenade lag | Natalja Dontjenko Sovjetunionen | Jeanne Ashworth USA |

## Rekord
Dessa var gällande världs- och olympiska rekord (i sekunder) i förvägen av dessa spel.
| Världsrekord     | 45,6 (*) | Tamara Rylova | Medeo, Sovjetunionen | 11 januari 1955 |
| Olympiskt rekord |          | -             |                      |                 |

Helga Haase sättade nytt olympiskt rekord med 45,9 sekunder.

## Resultat
Helga Haase blev den första kvinnliga olympiska mästare någonsin
| Placering | Skridskoåkare             | Tid     |
| --------- | ------------------------- | ------- |
| 1         | Helga Haase (EUA)         | 45,9 OR |
| 2         | Natalja Dontjenko (URS)   | 46,0    |
| 3         | Jeanne Ashworth (USA)     | 46,1    |
| 4         | Tamara Rylova (URS)       | 46,2    |
| 5         | Hatsue Tamikazawa (JPN)   | 46,6    |
| 6         | Klara Guseva (URS)        | 46,8    |
| 6         | Elwira Seroczyńska (POL)  | 46,8    |
| 8         | Fumie Hama (JPN)          | 47,4    |
| 9         | Doreen Ryan (CAN)         | 47,7    |
| 10        | Kathy Mulholland (USA)    | 47,9    |
| 11        | Iris Sihvonen (FIN)       | 48,1    |
| 12        | Helena Pilejczyk (POL)    | 48,2    |
| 13        | Françoise Lucas (FRA)     | 48,6    |
| 14        | Eevi Huttunen (FIN)       | 48,6    |
| 15        | Christina Scherling (SWE) | 48,7    |
| 16        | Jeanne Omelenchuk (USA)   | 49,3    |
| 17        | Margaret Robb (CAN)       | 50,0    |
| 18        | Sigrit Behrenz (EUA)      | 50,2    |
| 19        | Yoshiko Takano (JPN)      | 50,3    |
| 20        | Natascha Liebknecht (EUA) | 51,4    |
| 21        | Kim Gyeong-Hoe (KOR)      | 53,2    |
| 22        | Han Hye-Ja (KOR)          | 53,8    |
|           | - Elsa Einarsson (SWE)    | DNF     |